# أرقام الهاتف في تونس
الترقيم الهاتفي في تونس يعتمد على 8 أرقام منهم رمز برقمين للهاتف القار أو الجوال في أول الترقيم.

## ترقيم الهاتف القار
يوجد 8 رموز حسب ولايات تونس للأرقام الهاتفية القارة :
- 70 و71: تونس الكبرى.
- 72: بنزرت، نابل، زغوان.
- 73: سوسة، المنستير، المهدية.
- 74: صفاقس.
- 75: قابس، مدنين، تطاوين، قبلي.
- 76: توزر، قفصة، سيدي بوزيد.
- 77: القيروان، القصرين.
- 78: جندوبة، الكاف، باجة ، سليانة

## ترقيم الهاتف الجوال
يختلف الرمز برقمين حسب شركة الاتصالات
- اتصالات تونس: 99، 98، 97، 96، 95، 94، 93، 92.
- أوريدو (تونيزيانا سابقا): 22، 21، 20، 23، 24، 25، 26، 27.65
- أورانج: 58 ,55 ,53 ,52 ,50
- ليكاموبيل: 34,35
- نسمة موبيل: 46

## أرقام للشركات
كما توجد أرقام لهواتف قارة تسوقها اتصالات تونس خاصة بالشركات التي تطلبه وغير مرتبطة بمنطقة جغرافية معينة وهي:
8010XXXX : يسمى رقم أخضر وهو رقم مجاني للمخاطِب.
8210XXXX : يسمى رقم أزرق وهو رقم ذو تسعيرة مشتركة بين المخاطِب والمخاطَب.
8110XXXX : يسمى رقم بلاتين وهو رقم خاص بمراكز الاتصال يمكنهم من رد مادي على كل اتصال.